# Дзвинячка (гміна)
Гміна Дзвинячка (пол. Gmina Dźwiniaczka) — колишня сільська гміна, яка входила до Борщівського повіту Тернопільського воєводства ІІ Речі Посполитої. Адміністративним центром гміни було село Дзвинячка.
Гміна утворена 1 серпня 1934 року на підставі нового закону про самоуправління (23 березня 1933 року). Гміну створено на основі попередніх гмін: Бабинці (нині Урожайне), Дзвенигород, Дзвинячка, Латківці, Вільховець, Вовківці (нині Дністрове).
Площа гміни — 72,97 км².
Кількість житлових будинків — 1513.
Кількість мешканців — 6439
У 1939 році з приходом радянської влади, гміна скасована.